# ۶ ساعت سائوپائولو
۶ ساعت سائوپائولو یک مسابقه اتومبیلرانی استقامتی است که در پیست اتودرمو ژوزه کارلوس پیس در سائوپائولو، برزیل برگزار می‌شود. این مسابقه جزئی از مسابقات جهانی استقامتی است که اولین مسابقه آن در تاریخ ۱۵ سپتامبر ۲۰۱۲ در تقویم اولین فصل این مسابقات قرار گرفت.
در ۹ ژوئن ۲۰۲۳، مسابقات جهانی استقامتی اعلام کرد در تقویم فصل ۲۰۲۴، مسابقه ۶ ساعت سائوپائولو در تاریخ ۱۴ جولای به عنوان پنجمین مسابقه فصل به این مسابقات بر خواهد گشت.

## نتایج مسابقات
| سال  | برنده رده بندی کلی                       | تیم                | خودرو                     | اسم رویداد        | قهرمانی                | Report | Ref   |
| ---- | ---------------------------------------- | ------------------ | ------------------------- | ----------------- | ---------------------- | ------ | ----- |
| ۲۰۱۲ | الکساندر ورز نیکلاس لاپیر                | تویوتا ریسینگ      | تویوتا تی‌اس۰۳۰ هایبرید    | ۶ ساعت سائوپائولو | مسابقات جهانی استقامتی | ۲۰۱۲   | [ ۴ ] |
| ۲۰۱۳ | آندره لوتر مارسل فاسلر بنویت ترلویر      | آئودی اسپورت       | آئودی ار۱۸ ای-ترون کواترو | ۶ ساعت سائوپائولو | مسابقات جهانی استقامتی | ۲۰۱۳   | [ ۵ ] |
| ۲۰۱۴ | مارک لیب نیل یانی رومن دوما              | پورشه تیم          | پورشه ۹۱۹ هایبرید         | ۶ ساعت سائوپائولو | مسابقات جهانی استقامتی | ۲۰۱۴   | [ ۶ ] |
| ۲۰۲۴ | سباستین بوئمی برندون هارتلی ریو هیراکاوا | تویوتا گازو ریسینگ | تویوتا جی‌ار۰۱۰            | ۶ ساعت سائوپائولو | مسابقات جهانی استقامتی | ۲۰۲۴   | [ ۷ ] |